# Faragó Ilona
Faragó Ilona, férjezett Gelléri Andrásné (Budapest, Terézváros, 1907. június 10. – 1984. március 31.) újságíró, az Ez a Divat főszerkesztője, Faragó Géza (1877–1928) festő, grafikus unokahúga.

## Életpályája
Faragó Jenő (1872–1940) író, újságíró és Kunschner Ilona (1885–1969) lányaként született. Édesapja révén bejáratos volt a szerkesztőségekbe. Újságíró pályáját a Színházi Életnél kezdte mint színházi riporter, majd a Film Színház Irodalom című hetilapnál dolgozott. 1944 áprilisában megfosztották sajtókamarai tagságától. Két évvel a második világháború után lett divatújságíró, illetve az Ez a Divat című folyóirat főszerkesztője. Akkoriban, más volt a lap funkciója. Ötleteket adtak alakításra, régi ruhadarabok felhasználására.
Divatbemutatók még alig voltak, ezért elsősorban rajzokkal jelentkezett az újság. A lap kétszázhúszezer példányban jelent meg eleinte, olvasták az ország minden részén, a szomszédos országokban, sőt a tengeren túl is.
Az Ez a Divat lap indulásától nyugdíjba vonulásáig dolgozott.
1977-től, nyugdíjasként is nagy energiával dolgozott, ő írta, állította össze a Magyar Hírek és a Kincses Kalendárium divatoldalait.
A Magyar Újságírók Országos Szövetsége tagja volt.
Combnyaktöréséből felgyógyult, de férje halálát nem heverte ki soha. Végső nyugalomra férje mellé helyezték.
Több könyve is megjelent, Faragó Baba néven is több könyvet kiadott.

## Díjai, elismerései
- Munka Érdemrend ezüst fokozata (1975)[4]